# Expérience de Avery, MacLeod et McCarty
L'expérience de Avery, MacLeod et McCarty est l'adaptation, en 1944, de l'expérience de Griffith (qui établissait que l'information génétique pouvait être transférée d'un organisme à l'autre) pour définir le support de l'information génétique.

## Principe
En 1928, Frederick Griffith avait établi que la modification génétique pouvait être transmise d'une souche bactérienne virulente (lisse) morte à une autre souche non-virulente (rugueuse), de telle sorte que la souche rugueuse devenait virulente. McCarty, modifie l'expérience en incubant cette fois les bactéries de la souche rugueuse avec différents extraits de cellules de la souche lisse, contenant soit les cellules lysées, soit les protéines soit l'ADN pur. Ils testent par la suite sur boîte de Petri l'apparition de colonie bactérienne ayant le phénotype de la souche lisse. Bien que l'expérience ait montré que la transformation n'apparaissait qu'avec l'ADN pur, il a fallu attendre l'expérience de Hershey et Chase en 1952 pour que l'ensemble de la communauté scientifique admette cette découverte.